# Philipp Haastrup
Philipp Haastrup (Münster, 5 marzo 1982) è un ex calciatore tedesco, di ruolo difensore.

## Carriera
Ha giocato 32 partite in Eredivisie con il Willem II nella stagione 2012-2013.